# Quebrada del Profeta
La quebrada del Profeta o quebrada del Monigote es un cauce de agua intermitente que se origina en las laderas occidentales de la cordillera de Domeyko, atraviesa la depresión intermedia con dirección general noroeste en una confusa orografía y desemboca finalmente en la quebrada La Negra o, según otros, a la quebrada Caracoles antes de ingresar a la ciudad de Antofagasta.

## Trayecto
El inventario de cuencas de Chile (BNA), elaborado en 1978, asignó la quebrada del Profeta al ítem 028 cuenca Quebrada La Negra. En 2014, el inventario de cuencas de Chile (DARH) reasignó la quebrada del Profeta al ítem 027, cuenca de la quebrada de Caracoles.
Francisco San Román describe como la hoya:: 430 
Al pie de Argomedo, al oeste, está el agua de la Cebada, y en la extremidad norte de ésta y el Profeta, la aguada de la Providencia. Bajan, pues, todas estas vaguadas, al norte, reuniéndoseles las de Pascua, más abajo, y numerosas otras que cruzan el árido campo hasta reunirse en Aguas Blancas, donde existen las abundantes, de excelente agua, que sirven para los trabajos de la industria salitrera en aquella región, y marchan por el pie de Cuevitas, formando un estrecho cauce que las conduce hacia los salares enfrente y al sur del Carmen, juntándosele por allí otra vaguada importante que se desprende en contornos del cerro de Tetas, a cuyo pie se labró el pozo de Barazarte, que da excelente y abundante agua.
Cerca de la quebrada de la Negra se reúnen al mismo álveo las vaguadas de la región norte, con procedencia de Lomas Bayas y Palestina, que desembocan por San Jorge, de Caracoles y Limón Verde.
Reunido todo este sistema de arterias, que en los días de humedad y tiempos torrenciales se abrieron paso, socavando una profunda grieta en la quebrada de la Negra, se precipita al oeste hasta desembocar en la gran bahía por el punto llamado Playa Blanca, donde hoy se levanta el más grande de los establecimientos metalúrgicos de Sudamérica.

## Historia
Luis Risopatrón describe en su Diccionario Jeográfico de Chile (1924) los orígenes de la quebrada:: 10 
Monigotes (Agua de) 24° 55' 69° 15'. Revienta en la falda W de la cordillera de Varas, en los oríjenes de la quebrada del Profeta. 98, III, p. 144 i carta de San Román (1892); 131; i 156; i Monigotes o Profeta en 98, II, p. 521?
También informa sobre otras fuentes de agua:: 554 
Minero (Agua del) 24° 55' 69° 11'. Revienta a 3 215 m de altitud, en la falda W de la sierra de Varas i al E del agua de Monigotes. 133, mapa de Moraga (1916); 137, cartas II i III de Darapsky (1900); i 156 correjido en 1913.
Profeta (Agua de). 24° 58' 69° 13' Revienta a unos 3 357 m de altitud, al S E de la de Monigotes, en la falda W de la sierra de Varas. 133, carta; i 137, cartas n i in (1900).